# Valdemar Laursen
Valdemar Laursen (Frederiksberg, Koppenhága, 1900. augusztus 30. – 1989. április 14.) dán labdarúgó, újságíró, nemzetközi labdarúgó-játékvezető. Teljes neve Valdemar Vald Kristian Laursen. 

## Pályafutása

### Labdarúgóként
Labdarúgó pályafutása alatt a Kjøbenhavns Boldklub (KB) egyesületben, középpályás pozícióban focizott. A Dán labdarúgó-válogatottban 1918-ban 18 évesen és 51 naposan debütált, csak Harald Nielsen, Michael Laudrup és Ove Andersen volt fiatalabb. A nemzeti válogatottban 1918-1934 között 44 mérkőzésen játszott, egy gólt szerzett.

### Nemzeti játékvezetés
Nemzeti labdarúgó-szövetségének megfelelő játékvezető bizottsága minősítése alapján lett az 1. Liga játékvezetője. Küldési gyakorlat szerint rendszeres partbírói szolgálatot végzett. A nemzeti játékvezetéstől 1951-ben vonult vissza.

### Nemzetközi játékvezetés
A Dán labdarúgó-szövetség Játékvezető Bizottsága (JB) terjesztette fel nemzetközi játékvezetőnek, a Nemzetközi Labdarúgó-szövetség (FIFA) 1938-tól tartotta nyilván bírói keretében. Több nemzetek közötti válogatott és klubmérkőzést vezetett, vagy működő társának partbíróként segített. A  nemzetközi játékvezetéstől 1951-ben búcsúzott.
Válogatott mérkőzéseinek száma: 13.

#### Olimpiai játékok
Az 1948. évi nyári olimpiai játékok labdarúgó tornáját, ahol a FIFA JB bírói szolgálatra alkalmazta. Partbíróként egy mérkőzésre, egyes pozícióban kapott küldést.
| Időpont          | Helyszín                  | Mérkőzés típusa | Mérkőzés         | Eredmény | Nézők száma |
| ---------------- | ------------------------- | --------------- | ---------------- | -------- | ----------- |
| 1948. július 31. | Arsenal Stadion, Highbury | első forduló    | Anglia–Hollandia | 4 – 3    | 21 000      |

#### Skandináv Bajnokság
Nordic Championships/Északi Kupa labdarúgó tornát Dánia kezdeményezésére az első világháború után, 1919-től a válogatott rendszeres játékhoz jutásának elősegítésére rendezték a Norvégia, Dánia, Svédország részvételével. 1929-től a Finnország is csatlakozott a résztvevőkhöz. 1983-ban befejeződött a sportverseny.
| Időpont              | Helyszín                      | Mérkőzés típusa | Mérkőzés            | Eredmény | Nézők száma |
| -------------------- | ----------------------------- | --------------- | ------------------- | -------- | ----------- |
| 1938. június 17.     | Ullevaal Stadion, Oslo        | csoportmérkőzés | Norvégia–Finnország | 9 – 0    | 28 000      |
| 1947. szeptember 7.  | Olimpiai Stadion, Helsinki    | csoportmérkőzés | Finnország–Norvégia | 3 – 3    | 13 533      |
| 1949. október 2.     | Råsunda Stadion, Solna község | csoportmérkőzés | Svédország–Norvégia | 3 – 3    | 37 750      |
| 1951. szeptember 30. | Ullevi Stadion, Göteborg      | csoportmérkőzés | Svédország–Norvégia | 3 – 4    | 29 790      |

## Írásai
1956-ban megírta (szerkesztette)  a "Den lille grønne" labdarúgó-összefoglalót, a dán labdarúgás történeteiből.